# Операція «Люстре»

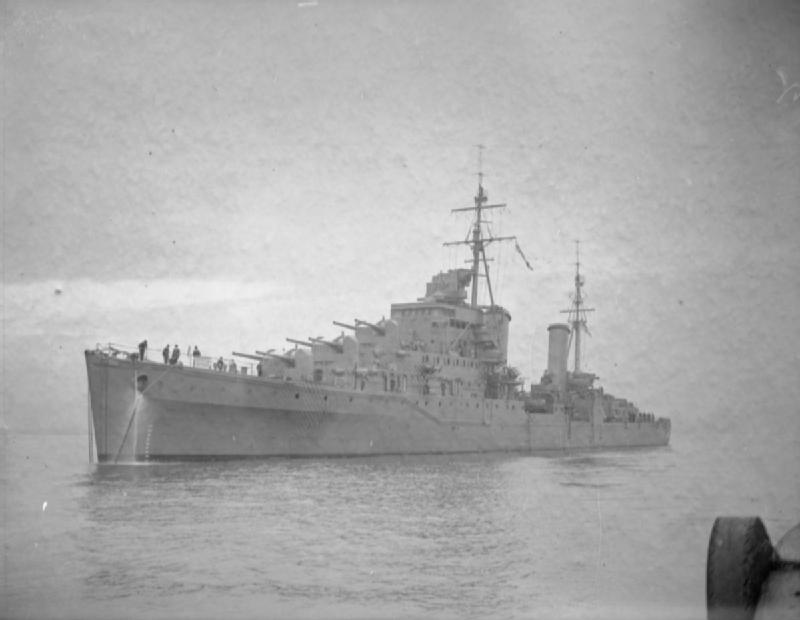
Британський легкий крейсер «Бонавентуре», що брав участь у проведенні перекидання союзних військ до Греції, на рейді

Операція «Люстре» (англ. Operation Lustre) — кодова назва військової операції, проведеної силами Королівського військово-морського флоту Великої Британії та союзниками британців під час Балканської кампанії на Середземноморському театрі воєнних дій Другої світової війни. Метою операції визначалося перекидання морем 62 000 британських, австралійських, новозеландських та польських солдатів (так звана оперативна група «W») під командуванням британського генерал-лейтенанта Г.Вільсона з Єгипту до Греції.

## Зміст
Операція «Люстре» була проведена силами британського Королівського флоту та його союзниками (австралійським, новозеландським та польським флотами) у березні-квітні 1941 року з метою перекидання сухопутного компоненту військ до Греції з Єгипту, у відповідь на ситуацію, що склалася на Балканському півострові, коли після краху італійського плану опанування Грецією й розгрому її армії виникла загроза вторгнення німецьких військ на цьому стратегічному напрямку.
Британське керівництво, зокрема її лідер В.Черчилль, наполягало на тому, що в обстановці, котра склалася, Британська імперія не може стояти в сторінці, й мусить втрутитися в перебіг подій, щоб підтримати своїх союзників на Європейському театрі війни. Тим більше, що грецька армія відбила наступ італійських агресорів і лишалася єдиним ефективним союзником Великої Британії на континенті. Ще ж і надто, можливість використання британською бомбардувальною авіацією далекої дії грецьких аеродромів могла зіграти вирішальну роль у контролі над румунськими нафтовими полями в Плоєшті, що мали надзвичайне значення для німецького Вермахту.
У січні 1941 Головнокомандувач союзними військами на Середньому Сході генерал А.Вейвелл отримав з Британії наказ бути в готовності за командою негайно підтримати та посилити грецьку армію, з огляду на те, що підтримка греків гратиме домінантну роль у всій кампанії в цій частині Середземного моря та Північній Африці.
Ситуація, що склалася з прийняттям цього рішення, мала багато контроверсійних гіпотез. Британці розраховували, що пославши свої війська до Греції, вони зможуть стримати німецький наступ, спираючись на рубежі «лінії Аліакмон», що проходила поздовж однойменної річки. Водночас, британське командування знали, що німці надсилають допомогу італійцям до Лівії, але незначними силами, й розраховували, що вони будуть готові до битви не раніше ніж літом 1941 року; тому ризикнуло відправити значний військовий компонент на Балкани. Британці помилилися двічі. Грецька армія, разом з англійським посиленням не спромоглася якось утримати оборонні рубежі на півночі країни, а послаблений британський компонент на півночі Африки вже у квітні зіткнувся з танковим корпусом Е.Роммеля, який дивовижно швидко розгромив їх війська й у травні розбив англо-австралійські війська в операції «Бревіті».
Починаючи з 6 березня, союзні конвої з регулярними 3-х денними інтервалами під ескортом британських та австралійських бойових кораблів розпочали перекидання військ з єгипетського порту Александрія до грецького Пірею. Періодично італійці намагалися завдати удару з повітря своїми бомбардувальниками та торпедоносцями, але це було дуже рідко і значної шкоди конвоям не завдало. Набагато серйознішою була спроба командування Королівського італійського флоту атакувати союзний конвой, що призвело до битви біля мису Матапан. Битва, що тривала з 27 по 29 березня 1941 завершилася поразкою італійців.
У цілому, за час операції до 2 квітня 1941, силами флотів на материк передислоковано 58 000 солдатів союзних військ, велика кількість озброєння, військової та спеціальної техніки, майна тощо. До грецького узбережжя повністю перекинули 1-у британську бронетанкову бригаду, 6-у австралійську піхотну дивізію, новозеландську дивізію та частку австралійської 7-ї піхотної дивізії й польську бригаду.
Дві піхотні та 2 танкові дивізії встигли прибути та зайняти оборону на «лінії Аліакмон», південно-західніше Салонік, коли 6 квітня 1941 ударне угруповання німецького Вермахту з італійськими та болгарськими військами розпочали військову операцію «Маріта». Однак, присутність союзних військ не допомогла грецькій армії стримати блискавичний наступ німецьких військ й незабаром усі англо-грецькі війська відступили у глибину Греції, а з 24 квітня британський флот розпочав операцію «Демон» з термінової евакуації своїх та грецьких військ до Північної Африки й на Крит.